# Hannes Federrath
Hannes Federrath (* 8. Juni 1969 in Sonneberg) ist ein deutscher Informatiker und seit 2011 Hochschullehrer an der Universität Hamburg. Von 2018 bis 2021 war er Präsident der Gesellschaft für Informatik.

## Werdegang
Federrath schloss sein Studium der Informatik an der Technischen Universität Dresden 1999 mit einer Promotion über „technischen Datenschutz und den Schutz vor Lokalisierung in Mobilfunknetzen, insbesondere über Verfahren, die vor Beobachtung durch die Mobilfunknetzbetreiber schützen“ ab. Anschließend arbeitete er von 1999 bis 2000 als Gastwissenschaftler am International Computer Science Institute in Berkeley und von 2000 bis 2003 als wissenschaftlicher Oberassistent und Vertretungsprofessor am Fachbereich Informatik der Freien Universität Berlin. Von 2003 bis 2011 bekleidete er eine C4-Professor für Management der Informationssicherheit am Institut für Wirtschaftsinformatik der Universität Regensburg. 2011 wechselte er als W3-Professor für Sicherheit in verteilten Systemen an den Fachbereich Informatik der Universität Hamburg. Von 2018 bis 2021 war Hannes Federrath Präsident der Gesellschaft für Informatik.

## Forschung
Federrath entwickelte ab 2001 die Web-Anonymizer-Software JonDo zum Schutz der Anonymität und Unbeobachtbarkeit im Internet. Das Programm wurde als Alternative zum bekannten Tor-Netzwerk mit Förderung des BMBF und der DFG entwickelt.
Weiterhin lieferte Federrath Forschungsarbeiten im Bereich Automotive Security und Forschungs- und Gutachtertätigkeit im Bereich Sicherheitsmanagement. Unter anderem wurden von ihm die Sicherheitsmanagementprozesse der Telematikinfrastruktur der elektronischen Gesundheitskarte untersucht.
Federrath entwickelte auch Verfahren zum Schutz vor Beobachtung und Zensur im Internet. In diesem Zusammenhang begleitete er auch Gesetzgebungsverfahren zum Urheberrecht und Jugendmedienschutz gutachterlich.

## Werke
- O. Berthold, H. Federrath, S. Köpsell: Web MIXes: A System for Anonymous and Unobservable Internet Access. In: H. Federrath (Hrsg.): Designing Privacy Enhancing Technologies. (= Lecture Notes in Computer Science. vol 2009). Springer, Berlin/Heidelberg 2001, S. 115–129. doi:10.1007/3-540-44702-4_7
- Sicherheit mobiler Kommunikation. Vieweg, Braunschweig 1999, ISBN 3-528-05695-9.
- Vertrauenswürdiges Mobilitätsmanagement in Telekommunikationsnetzen. Dissertation. TU Dresden, 1998.
- mit Andreas Pfitzmann: Bausteine zur Realisierung mehrseitiger Sicherheit. In: Günter Müller, A. Pfitzmann (Hrsg.): Mehrseitige Sicherheit in der Kommunikationstechnik. Addison-Wesley-Longman, 1997, ISBN 3-8273-1355-4, S. 83–104.